# Grammy-díj a legjobb vokális popduó vagy -együttes teljesítményért
A legjobb vokális popduó vagy -együttes teljesítményért járó Best Pop Performance by a Duo or Group with Vocals elnevezésű Grammy-díjat 1966-tól kezdődően adták át. 1973-ig évente finomították a kategória elnevezését, egyes években a duók, kórusok és együttesek összevontan versengtek. A díj legutóbbi elnevezése 1981-től 2011-ig volt érvényben. 2012-től a vokális és instrumentális előadókat együtt kezelő Legjobb popduó vagy -együttes teljesítmény elnevezésű kategóriában díjazzák a vokális popduókat és popegyütteseket.

## Története
- 1966–1967: Best Contemporary (R&R) Performance – Group (Vocal or Instrumental)
- 1968: Best Contemporary Group Performance (Vocal or Instrumental)
- 1969: Best Contemporary-Pop Performance – Vocal Duo or Group
- 1970: Best Contemporary Vocal Performance by a Group
- 1971: Best Contemporary Vocal Performance by a Duo, Group or Chorus
- 1972: Best Pop Vocal Performance by a Duo Or Group
- 1973–1977: Best Pop Vocal Performance by a Duo, Group or Chorus
- 1978: Best Pop Vocal Performance by a Group
- 1979: Best Pop Vocal Performance by a Duo or Group
- 1980: Best Pop Vocal Performance by a Duo, Group or Chorus
- 1981-2011: Best Pop Performance by a Duo or Group with Vocals

Hasonló elnevezéssel 1961-től 1968-ig adtak át díjat a Best Performance by a Vocal Group nevű kategóriában. Ez szintén a popzenei kategóriák csoportjába tartozott, de nem csak popzenei énekegyüttesek kaphatták meg.

## 2010-es évek
| Év   | Díjazott                          |
| ---- | --------------------------------- |
| 2011 | Train – Hey, Soul Sister (Live)   |
| 2010 | Black Eyed Peas – I Gotta Feeling |

## 2000-es évek
| Év   | Díjazott                                    |
| ---- | ------------------------------------------- |
| 2009 | Coldplay – Viva la Vida                     |
| 2008 | Maroon 5 – Makes Me Wonder                  |
| 2007 | Black Eyed Peas – My Humps                  |
| 2006 | Maroon 5 – This Love                        |
| 2005 | Los Lonely Boys – Heaven                    |
| 2004 | No Doubt – Underneath It All                |
| 2003 | No Doubt – Hey Baby                         |
| 2002 | U2 – Stuck in a Moment You Can't Get Out Of |
| 2001 | Steely Dan – Cousin Dupree                  |
| 2000 | Santana – Maria Maria                       |

## 1990-es évek
| Év   | Díjazott                                          |
| ---- | ------------------------------------------------- |
| 1999 | The Brian Setzer Orchestra – Jump Jive an' Wai    |
| 1998 | Jamiroquai – Virtual Insanity                     |
| 1997 | The Beatles – Free as a Bird                      |
| 1996 | Hootie & the Blowfish – Let Her Cry               |
| 1995 | All-4-One – I Swear                               |
| 1994 | Peabo Bryson & Regina Belle – A Whole New World   |
| 1993 | Celine Dion & Peabo Bryson – Beauty and the Beast |
| 1992 | R.E.M. – Losing My Religion                       |
| 1991 | Linda Ronstadt & Aaron Neville – All My Life      |
| 1990 | Linda Ronstadt & Aaron Neville – Don't Know Much  |

## 1980-as évek
| Év   | Díjazott                                                                                |
| ---- | --------------------------------------------------------------------------------------- |
| 1989 | The Manhattan Transfer – Brasil                                                         |
| 1988 | Bill Medley & Jennifer Warnes – (I've Had) The Time of My Life                          |
| 1987 | Dionne Warwick, Elton John, Gladys Knight & Stevie Wonder – That's What Friends Are For |
| 1986 | USA for Africa – We Are the World                                                       |
| 1985 | The Pointer Sisters – Jump (for My Love)                                                |
| 1984 | The Police – Every Breath You Take                                                      |
| 1983 | Joe Cocker & Jennifer Warnes – Up Where We Belong                                       |
| 1982 | The Manhattan Transfer – The Boy from New York City                                     |
| 1981 | Barbra Streisand & Barry Gibb – Guilty                                                  |
| 1980 | The Doobie Brothers – Minute by Minute                                                  |

## 1970-es évek
| Év   | Díjazott                                                                            |
| ---- | ----------------------------------------------------------------------------------- |
| 1979 | Bee Gees – Saturday Night Fever                                                     |
| 1978 | Bee Gees – How Deep Is Your Love                                                    |
| 1977 | Chicago – If You Leave Me Now                                                       |
| 1976 | Eagles – Lyin' Eyes                                                                 |
| 1975 | Paul McCartney & Wings – Band on the Run                                            |
| 1974 | Gladys Knight & the Pips – Neither One of Us (Wants to Be the First to Say Goodbye) |
| 1973 | Roberta Flack & Donny Hathaway – Where Is the Love                                  |
| 1972 | The Carpenters – Carpenters                                                         |
| 1971 | The Carpenters – Close to You                                                       |
| 1970 | The 5th Dimension – Aquarius/Let the Sunshine In                                    |

## 1960-as évek
| Év   | Díjazott                                   |
| ---- | ------------------------------------------ |
| 1969 | Simon & Garfunkel – Mrs. Robinson          |
| 1968 | The 5th Dimension – Up, Up and Away        |
| 1967 | The Mamas & the Papas – Monday, Monday     |
| 1966 | The Statler Brothers – Flowers on the Wall |

## Külső hivatkozások
- Hivatalos honlap